# 파멜라 던컨

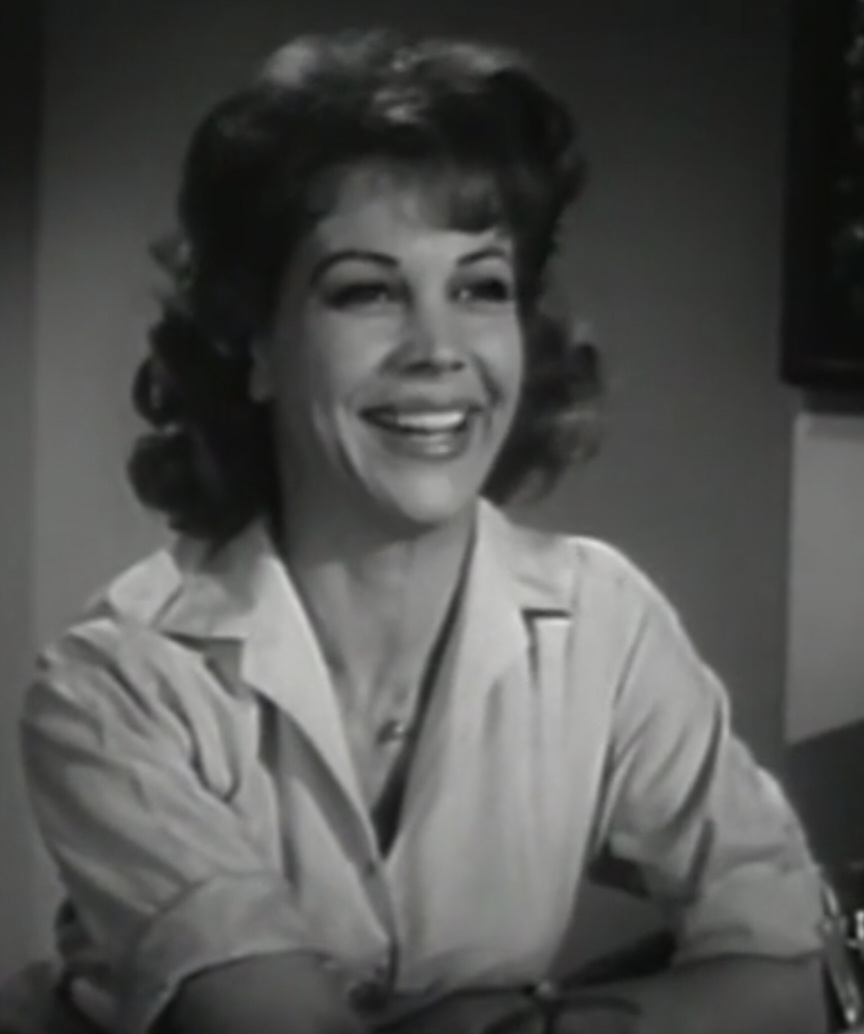

파멜라 던컨(Pamela Duncan, 1931년 12월 28일 ~ 2005년 11월 11일)은 미국의 영화배우, 텔레비전 배우, 모델이다.
브루클린에서 태어났다.

## 영화
- 마이 건 이즈 퀵 (1957년)
- 콜트45 (1957년)
- 7인의 무뢰한 (1956년)